# Nauclea tenuiflora
Nauclea tenuiflora är en måreväxtart som först beskrevs av George Darby Haviland, och fick sitt nu gällande namn av Elmer Drew Merrill. Nauclea tenuiflora ingår i släktet Nauclea och familjen måreväxter. Inga underarter finns listade i Catalogue of Life.